# Zielonka (powiat koniński)
Zielonka (nem. Gotzke) – wieś w Polsce położona w województwie wielkopolskim, w powiecie konińskim, w gminie Wierzbinek. Miejscowość jest siedzibą sołectwa Zielonka.
W latach 1975–1998 miejscowość należała administracyjnie do województwa konińskiego. W roku 2011 liczyła 64 mieszkańców, w tym 32 kobiety i 32 mężczyzn.

Do gminnej ewidencji zabytków wpisany jest położony w Zielonce nieczynny cmentarz ewangelicki z połowy XIX w., a w jej okolicy znajduje się stanowisko archeologiczne z wczesnośredniowiecznymi śladami osady.